# Carl Egede
Carl Anders Olsen Egede (* 5. Oktober 1924 in Nanortalik; † 30. Januar 1959 im Nordatlantik) war ein grönländischer Landesrat.

## Leben
Carl Egede war der Sohn von Gerhard Egede (1892–1969) und seiner Frau Karen Karoline Agathe Siegstad (1897–?), uneheliche Tochter von Carl Frederik Harries (1872–1938). Sein Cousin war Erik Egede (1923–1967). Sein Enkel ist der Politiker Aqqaluaq B. Egede (* 1981).
Er besuchte von 1938 bis 1943 Grønlands Seminarium. Anschließend arbeitete er von 1943 bis 1947 als Bergarbeiter in Ivittuut. Danach widmete er sich der Fischerei. Er heiratete am 14. Dezember 1952 Dorthea Rahab Susanne Sebulonsen (1928–?), Tochter des Jägers Markus Kristian Kasper Sebulonsen und seiner Frau Sofie Judithe Antoinette Kaspersen.
1953 wurde er zum Vizevorsitzenden der Fischer- und Jägervereinigung KNAPK ernannt. 1955 wurde er in den Rat der Gemeinde Narsaq sowie in Grønlands Landsråd gewählt. 1957 wurde er Vorsitzender von KNAPK. Carl Egede kam am 30. Januar 1959 beim Untergang der Hans Hedtoft im Alter von nur 34 Jahren ums Leben. Er galt trotz seines jungen Alters als eine der bedeutendsten öffentlichen Personen in Grönland.